# Teufelsküche (Tirschenreuth)

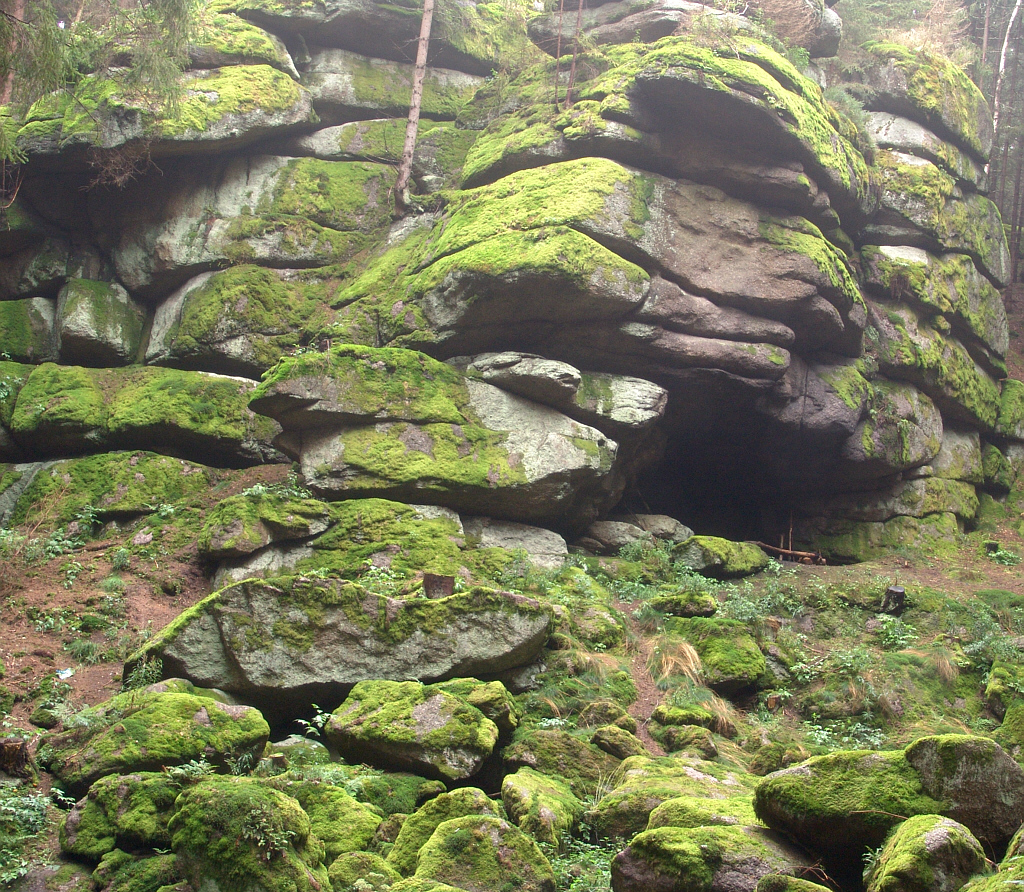
Granitblöcke stapeln sich in Wollsackformation auf.

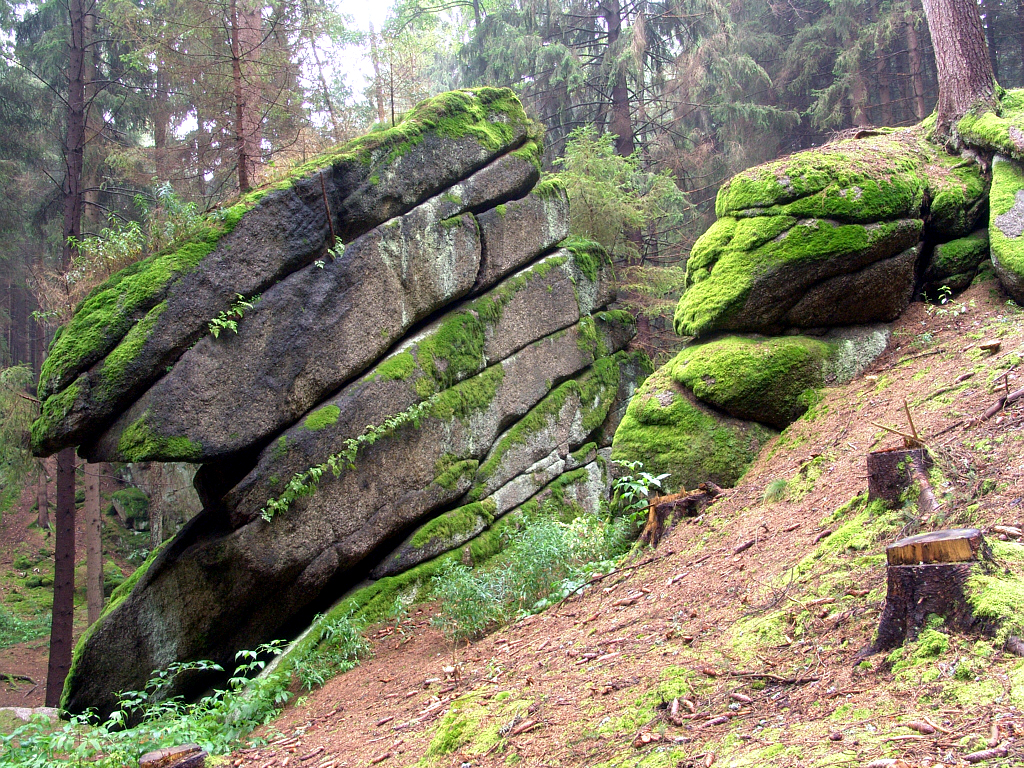
Granitblock in der Großen Teufelsküche

Die Teufelsküche ist ein Bachtal mit Granitformationen. Es befindet sich südlich von Tirschenreuth im Oberpfälzer Wald, nahe der Ortschaft Pilmersreuth a. d. Straße, inmitten eines ausgedehnten Nadelwaldes. 
Es gibt dort eine Große und eine Kleine Teufelsküche. Links und rechts eines langsam dahinplätschernden Waldbachs erheben sich mächtige Granitblöcke, entstanden durch Wollsackverwitterung. 
Die Kleine Teufelsküche ist vom Bayerischen Landesamt für Umwelt als Geotop (377R018) ausgewiesen. Am Eingang ist das Objekt am besten aufgeschlossen. Auf einer Länge von etwa 50 Metern häufen sich die Granitblöcke im und um den Bachlauf.
Die Große Teufelsküche ist als Geotop 377R019 ausgewiesen. Um einen Bachlauf gruppiert befinden sich mehrere Felsgebilde aus Granitwollsäcken mit Feldspateinsprenglingen mit bis zu 4 cm Kantenlänge.